# Sportlaan (verkeersplein)

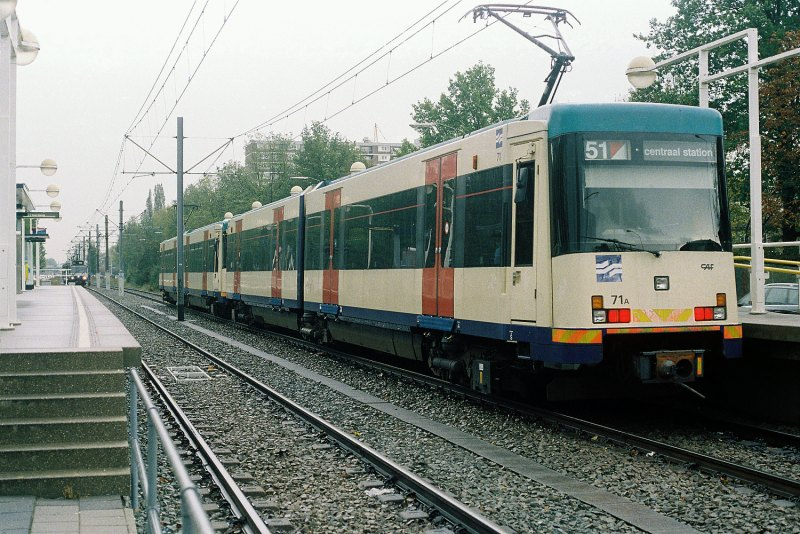
Sneltram 51 op de oude halte; 2009.

Sportlaan is een ongelijkvloers verkeersplein met een geïntegreerde tramhalte van de Amsterdamse tramlijn 25 in Amstelveen. Tot 2019 was het een gelijkvloerse kruising met een sneltramhalte.
De halte ligt verdiept in een tunnelbak onder het kruispunt van de Sportlaan met de Beneluxbaan. Aan de westzijde ligt de woonwijk Keizer Karelpark en aan de oostzijde de woonwijk Groenelaan met op loopafstand het winkelcentrum Groenhof. Door de tunnel komt in beide richtingen rijbanen voor het doorgaande verkeer (twee per richting) aan beide kanten van de tramhalte.

## Geschiedenis

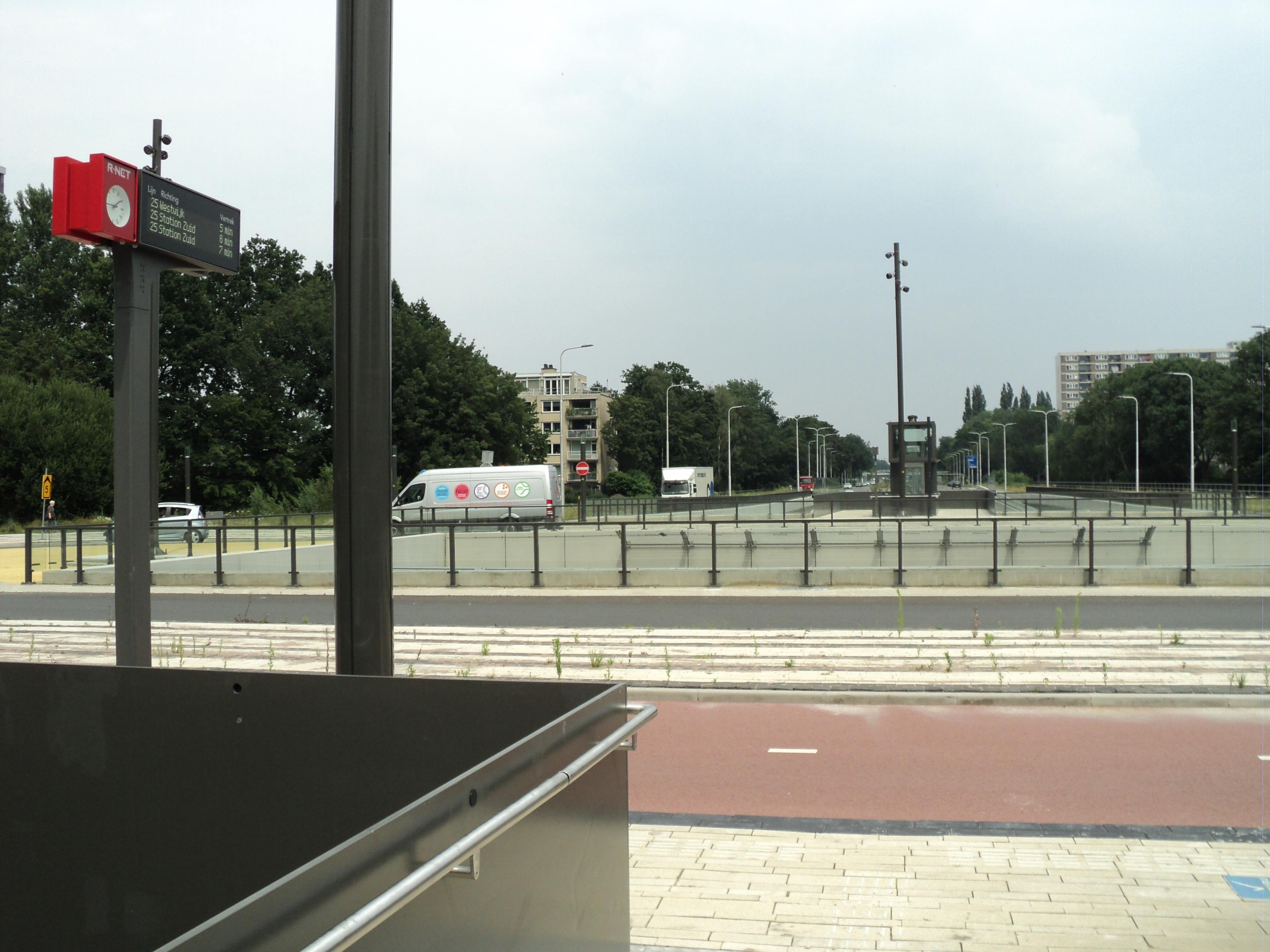
Een kijk op de rotonde; 2021.

De sneltramhalte werd als onderdeel van de Amstelveenlijn geopend op 30 november 1990 en had oorspronkelijk twee zijperrons met een 65 meter lang hoog gedeelte voor sneltram 51. De sneltram verdween per 3 maart 2019 en de oude sneltramhalte werd vlak daarna gesloopt.

## Verbouwing
In de plannen voor de vernieuwde Amsteltram, die in 2020 geopend werd en waarvan de werkzaamheden in voorjaar 2019 zijn gestart, werd de kruising van Beneluxbaan met de Sportlaan ongelijkvloers gemaakt. Hierbij zijn een tweetal viaducten over de verdiept liggende Beneluxbaan gebouwd met op maaiveldniveau een rotonde voor afslaand verkeer met een prominente plaats voor het langzaam verkeer. De doorgaande enkele rijstroken van Beneluxbaan en de vernieuwde halte Sportlaan zijn daarbij verdiept komen te liggen, in een open tunnelbak met voor de tram een eilandperron, dit in tegenstelling tot de oorspronkelijke zijperrons. Het perron is door middel van trappen en een lift verbonden met het maaiveld. Tevens ligt de halte nu onder de kruising in plaats van ten noorden daarvan. De vernieuwde halte is op 13 december 2020 door de nieuwe tramlijn 25 in gebruik genomen.
Centraal Station (NS) ·
Nieuwmarkt ·
Waterlooplein ·
Weesperplein ·
Wibautstraat ·
Amstelstation (NS) ·
Spaklerweg ·
Overamstel ·
Station RAI (NS) ·
Station Zuid (NS) ·
De Boelelaan / VU ·
A.J. Ernststraat ·
Van Boshuizenstraat ·
Uilenstede ·
Kronenburg ·
Zonnestein ·
Onderuit ·
Oranjebaan ·
Amstelveen Centrum ·
Ouderkerkerlaan ·
Sportlaan ·
Marne ·
Gondel ·
Meent ·
Brink ·
Poortwachter ·
Spinnerij ·
Sacharovlaan ·
Westwijk